# Мідянка жирондська
Мідянка жирондська, мідянка іспанська (Coronella girondica) — неотруйна змія з роду Мідянка родини Вужеві. Має 2 підвиди. Умовно отруйна змія (реальної небезпеки для людини не становить).

## Опис
Загальна довжина коливається від 60 см до 1 м. Голова широка, сплощена. Зіниці округлі. Кінчик морди витягнутий. Тулуб циліндричний, тонкий з гладенькою, блискучою лускою. Спина сіро—коричневого, насиченого коричневого кольору з невеликими темними смугами. Черево жовтого, помаранчевого або червоного кольору, з чорним картатим малюнком. Має чорну смугу від очей до шиї. Позаду голови присутній орнамент у вигляді тіари коричневого кольору.

## Поширення
Мешкає у Португалії, Іспанії, Італії, на півдні Франції, півночі Марокко, Алжиру, у Тунісі.

## Спосіб життя
Полюбляє сухі ділянках, межи полів, кам'янисті огорожі. Активна вночі. Харчується ящірками, іноді дрібними ссавцями та дрібними зміями.
Це яйцекладна змія. Парування починається навесні. Самиця відкладає від 1 до 16 довгастих яєць.
Тривалість життя 13 років.

## Охорона
Мідянка жирондська охороняється в Європі і занесена до Додатку ІІІ Бернської конвенції (охоронна категорія: вид підлягає охороні).

## Підвиди
- Coronella girondica girondica
- Coronella girondica amaliae